# Tahmoh Penikett

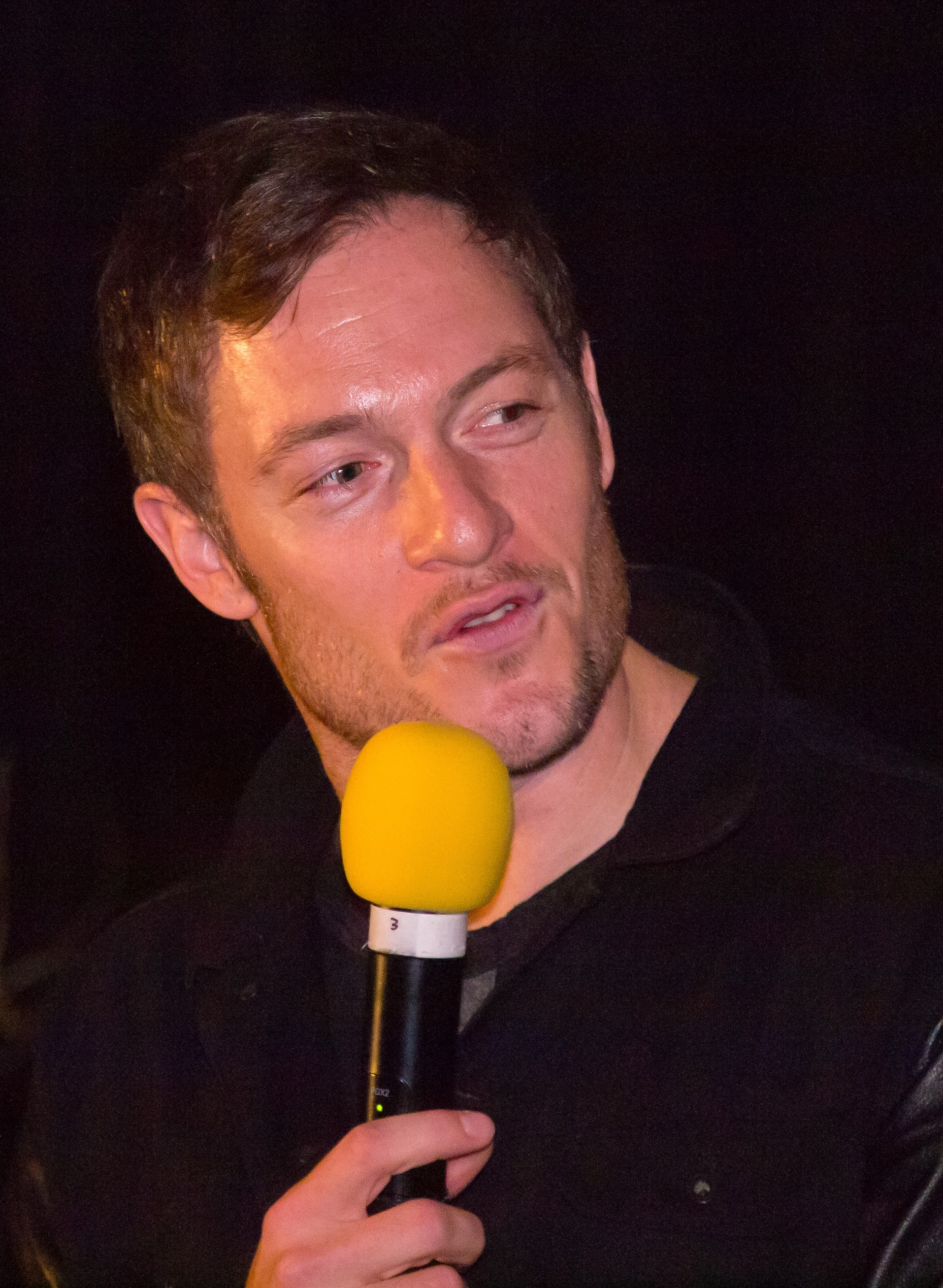
Tahmoh Penikett

Tahmoh Penikett (* 20. Mai 1975 in Whitehorse, Yukon) ist ein kanadischer Schauspieler.

## Leben

### Familie und Ausbildung
Sein britischstämmiger Vater Tony Penikett war Premierminister des kanadischen Territoriums Yukon (1985–1992, New Democratic Party). Seine Mutter Lulla Sierra Johns gehört der White River First Nation im selben Territorium an. Peniketts Großmutter benannte ihn nach einem Onkel mütterlicherseits, der ein Jäger und Fallensteller an der Grenze zwischen dem Territorium Yukon und Alaska war. Er hat zwei Schwestern, die Zwillinge Sarah und Stephanie. Penikett lebt wie seine Schwestern und sein Vater in Vancouver, Kanada.
Penikett ist Absolvent des Yukon College des Fachbereichs für Musik, Kunst und Darstellung (engl. Music Art Drama Program). Später studierte er an der Victoria Film School in British Columbia und an Vancouver’s Lyric Theatre.
Bereits in seiner Jugend lernte Penikett verschiedene Kampfsportarten. Sein Training begann er mit Judo und wechselte später zum Kickboxen. Seit Jahren trainiert er Muay Thai.

### Karriere
Seinen ersten Filmauftritt hatte er in einer Szene mit Kate Jackson in dem Film Wettlauf durch die Weiße Hölle (Originaltitel: The Cold Heart of a Killer) aus dem Jahr 1995. Der Film wurde 1996 im Fernsehen ausgestrahlt. Ferner spielte er beispielsweise die Rolle des Det. Ray Chase in elf Episoden von Cold Squad, einer kanadischen Polizeiserie, sowie in Smallville mit. Außerdem war er Lieutenant/Captain Karl C. Helo Agathon in der Neuverfilmung der Serie Battlestar Galactica. In Joss Whedons Serie Dollhouse war er als Paul Ballard zu sehen.
Kleinere Auftritte hatte er in The L Word, Stargate und James Camerons Dark Angel. Daneben war er 2010 als Gast in der Serie Human Target zu sehen. Außerdem verkörpert er die Rolle von Kurtis Stryker in der Live-Action-Serie Mortal Kombat Legacy, die seit April 2011 zu sehen ist.
2006 spielte er die Rolle des Darius im Rennspiel Need for Speed: Carbon.

## Filmografie (Auswahl)
- 2002: Glory Days (Fernsehserie, Folge 1x08)
- 2002: Dark Angel (Fernsehserie, Folge 2x21)
- 2002: Stargate – Kommando SG-1 (Stargate SG-1, Fernsehserie, Folge 6x12)
- 2004: The L Word – Wenn Frauen Frauen lieben (The L Word, Fernsehserie, Folge 1x06)
- 2004–2009: Battlestar Galactica (Fernsehserie, 64 Folgen)
- 2007: Die Geheimnisse von Whistler (Whistler, Fernsehserie, 4 Folgen)
- 2007: Smallville (Fernsehserie, 3 Folgen)
- 2007: All About Tammy (Taming Tammy)
- 2009: Trick ’r Treat
- 2009–2010: Dollhouse (Fernsehserie, 27 Folgen)
- 2010: Human Target (Fernsehserie, Folge 2x01)
- 2010: Riverworld – Welt ohne Ende (Riverworld, Miniserie)
- 2011: Dragon Chronicles – Die Jabberwocky-Saga (Jabberwock)
- 2011: Haven (Fernsehserie, Folge 2x12)
- 2012: Big Time Movie (Fernsehfilm)
- 2012: Castle (Fernsehserie, 2 Folgen)
- 2012: Arrow (Fernsehserie, Folge 1x07)
- 2012–2013: Continuum (Fernsehserie, 2 Folgen)
- 2013: Man of Steel
- 2013–2014: Supernatural (Fernsehserie, 6 Folgen)
- 2014: Criminal Minds (Fernsehserie, Folge 9x14)
- 2014: Reign (Fernsehserie, Folge 1x20)
- 2014, 2015: Strange Empire (Fernsehserie, 8 Folgen)
- 2016: Beauty and the Beast (Fernsehserie, 2 Folgen)
- 2016: Motive (Fernsehserie, 1 Folge)
- 2017: Rogue (Fernsehserie, 2 Folgen)
- 2017: Incorporated (Fernsehserie, 4 Folgen)
- 2018: Altered Carbon – Das Unsterblichkeitsprogramm (Altered Carbon, Fernsehserie, 2 Folgen)
- 2018: Taken – Die Zeit ist dein Feind (Taken, Fernsehserie, 5 Folgen)
- 2019: BH90210 (Fernsehserie, 2 Folgen)
- 2022: Devil in Ohio (Fernsehserie, 8 Folgen)
- 2022: Fire Country (Fernsehserie, 1 Folge)

## Nominierungen
Für seine Rolle in der Serie Cold Squad in der Episode Learning Curve wurde er im Jahr 2004 als Bester männlicher Nebendarsteller für den Leo nominiert.